# Jusix
 Jusix  es una población y comuna francesa, en la región de Aquitania, departamento de Lot y Garona, en el distrito de Marmande y cantón de Meilhan-sur-Garonne.

## Demografía
| 256 | 200 | 173 | 141 | 134 | 114 |
| Para los censos de 1962 a 1999 la población legal corresponde a la población sin duplicidades (Fuente: INSEE [Consultar]) |     |     |     |     |     |